# Associação de Voleibol das Ilhas Virgens Britânicas
A Associação de Voleibol das Ilhas Virgens Britânicas  (em inglesːBritish Virgin Islands Volleyball Association,VIVA) é  uma organização fundada em 1980 que governa a pratica de voleibol nas Ilhas Virgens Britânicas,sendo membro da Federação Internacional de Voleibol, a entidade é responsável por  organizar  os campeonatos nacionais de  voleibol masculino e feminino no país.